# Mistrovství světa ve fotbale 1970 (soupisky)
Soupisky na Mistrovství světa ve fotbale 1970, které se hrálo v Mexiku:
| Zlato               | Stříbro           | Bronz          |
| ------------------- | ----------------- | -------------- |
| Brazílie • Soupiska | Itálie • Soupiska | SRN • Soupiska |

## Skupina 1

### Mexiko
Hlavní trenér: Raúl Cárdenas

| Jméno                   | Datum narození     | Datum úmrtí                        | Klub                    |
| Brankáři                | Brankáři           | Brankáři                           | Brankáři                |
| ----------------------- | ------------------ | ---------------------------------- | ----------------------- |
| Ignacio Calderón        | 13. prosince 1943  |                                    | Guadalajara             |
| Antonio Mota            | 26. ledna 1939     | 13. září 1986 (ve věku 47 let)     | Club Necaxa             |
| Francisco Castrejón     | 11. června 1947    |                                    | UNAM                    |
| Obránci                 |                    |                                    |                         |
| Juan Manuel Alejandrez  | 17. května 1944    | 6. ledna 2007 (ve věku 62 let)     | Cruz Azul               |
| Gustavo Peña –          | 22. listopadu 1942 | 19. ledna 2021 (ve věku 78 let)    | Cruz Azul               |
| Francisco Montes        | 22. dubna 1943     |                                    | Club Deportivo Veracruz |
| Mario Pérez             | 30. prosince 1946  |                                    | América                 |
| Guillermo Hernández     | 25. června 1942    |                                    | América                 |
| José Vantolrá           | 30. března 1943    |                                    | Toluca                  |
| Javier Guzmán           | 9. ledna 1945      | 14. ledna 2014 (ve věku 69 let)    | Cruz Azul               |
| Záložníci               |                    |                                    |                         |
| Marcos Rivas            | 25. listopadu 1947 | 19. dubna 2024 (ve věku 76 let)    | Atlante                 |
| Antonio Munguía         | 27. června 1942    | 8. ledna 2018 (ve věku 75 let)     | Cruz Azul               |
| Enrique Borja           | 30. prosince 1945  |                                    | América                 |
| Héctor Pulido           | 20. prosince 1942  | 18. února 2022 (ve věku 79 let)    | Cruz Azul               |
| José Luis González      | 14. září 1942      | 8. září 1995 (ve věku 52 let)      | UNAM                    |
| Mario Velarde           | 29. března 1940    | 19. srpna 1997 (ve věku 57 let)    | UNAM                    |
| Juan Ignacio Basaguren  | 21. července 1944  |                                    | Atlante                 |
| Útočníci                |                    |                                    |                         |
| Horacio López Salgado   | 15. září 1948      |                                    | América                 |
| Aarón Padilla Gutiérrez | 10. července 1942  | 20. června 2020 (ve věku 77 let)   | UNAM                    |
| Isidoro Díaz            | 14. března 1940    |                                    | León                    |
| Javier Valdivia         | 4. prosince 1941   |                                    | Guadalajara             |
| Javier Fragoso          | 19. dubna 1942     | 28. prosince 2014 (ve věku 72 let) | América                 |

### Sovětský svaz
Hlavní trenér: Gavriil Kačalin

| Jméno                 | Datum narození    | Datum úmrtí                         | Klub             |
| Brankáři              | Brankáři          | Brankáři                            | Brankáři         |
| --------------------- | ----------------- | ----------------------------------- | ---------------- |
| Leonid Šmuts          | 8. října 1948     |                                     | CSKA Moskva      |
| Anzor Kavazašvili     | 19. července 1940 |                                     | Spartak Moskva   |
| Lev Jašin             | 22. října 1929    | 20. března 1990 (ve věku 60 let)    | Dynamo Moskva    |
| Obránci               |                   |                                     |                  |
| Valentin Afonin       | 22. prosince 1939 | 2. dubna 2021 (ve věku 81 let)      | SKA Rostov       |
| Revaz Dzodzuašvili    | 15. dubna 1945    |                                     | Dinamo Tbilisi   |
| Volodymyr Kaplyčnyj   | 26. května 1944   | 19. dubna 2014 (ve věku 69 let)     | CSKA Moskva      |
| Jevgenij Lovčev       | 29. ledna 1949    |                                     | Spartak Moskva   |
| Gennadij Logofet      | 15. února 1942    | 5. prosince 2011 (ve věku 69 let)   | Spartak Moskva   |
| Murtaz Churcilava     | 5. ledna 1943     |                                     | Dinamo Tbilisi   |
| Albert Šestěrňov –    | 20. června 1941   | 5. listopadu 1994 (ve věku 53 let)  | CSKA Moskva      |
| Záložníci             |                   |                                     |                  |
| Valerij Zykov         | 24. února 1944    |                                     | Dynamo Moskva    |
| Kachi Asatiani        | 1. ledna 1947     | 20. listopadu 2002 (ve věku 55 let) | Dinamo Tbilisi   |
| Nikolaj Kiseljov      | 29. ledna 1946    |                                     | Spartak Moskva   |
| Volodymyr Muntjan     | 14. září 1946     |                                     | Dynamo Kyjev     |
| Viktor Serebrjanikov  | 29. března 1940   | 12. listopadu 2014 (ve věku 74 let) | Dynamo Kyjev     |
| Útočníci              |                   |                                     |                  |
| Anatolij Byšovec      | 23. dubna 1946    |                                     | Dynamo Kyjev     |
| Gennadij Jevrjužichin | 4. února 1944     | 15. března 1998 (ve věku 54 let)    | Dynamo Moskva    |
| Slava Metreveli       | 30. května 1936   | 7. ledna 1998 (ve věku 61 let)      | Dinamo Tbilisi   |
| Givi Nodia            | 2. ledna 1948     | 7. dubna 2005 (ve věku 57 let)      | Dinamo Tbilisi   |
| Anatolij Puzač        | 3. června 1941    | 19. března 2006 (ve věku 64 let)    | Dynamo Kyjev     |
| Vitalij Chmelnickij   | 12. června 1943   | 13. února 2019 (ve věku 75 let)     | Dynamo Kyjev     |
| Valerij Porkujan      | 4. října 1944     |                                     | Černomorec Oděsa |

### Belgie
Hlavní trenér: Raymond Goethals

| Jméno                  | Datum narození    | Datum úmrtí                        | Klub              |
| Brankáři               | Brankáři          | Brankáři                           | Brankáři          |
| ---------------------- | ----------------- | ---------------------------------- | ----------------- |
| Christian Piot         | 4. října 1947     |                                    | Standard Lutych   |
| Jean-Marie Trappeniers | 13. ledna 1942    | 2. listopadu 2016 (ve věku 74 let) | Anderlecht        |
| Jacques Duquesne       | 22. dubna 1940    | 8. prosince 2023 (ve věku 83 let)  | Olympic Charleroi |
| Obránci                |                   |                                    |                   |
| Georges Heylens        | 8. srpna 1941     |                                    | Anderlecht        |
| Jean Thissen           | 21. dubna 1946    |                                    | Standard Lutych   |
| Nicolas Dewalque       | 20. září 1945     |                                    | Standard Lutych   |
| Léon Jeck              | 2. února 1947     | 24. ledna 2007 (ve věku 59 let)    | Standard Lutych   |
| Jean Dockx             | 24. května 1941   | 15. ledna 2002 (ve věku 60 let)    | Anderlecht        |
| Jacques Beurlet        | 21. prosince 1944 | 26. září 2020 (ve věku 75 let)     | Standard Lutych   |
| Záložníci              |                   |                                    |                   |
| Léon Semmeling         | 4. ledna 1940     | 14. března 2024 (ve věku 84 let)   | Standard Lutych   |
| Wilfried Van Moer      | 1. března 1945    | 24. srpna 2021 (ve věku 76 let)    | Standard Lutych   |
| Maurice Martens        | 5. června 1947    |                                    | Anderlecht        |
| Erwin Vandendaele      | 5. března 1945    |                                    | Club Brugge       |
| Odilon Polleunis       | 1. května 1943    | 20. září 2023 (ve věku 80 let)     | Sint Truiden      |
| Jan Verheyen           | 9. července 1944  |                                    | Beerschot         |
| Alfons Peeters         | 21. ledna 1943    | 5. ledna 2015 (ve věku 71 let)     | Anderlecht        |
| Útočníci               |                   |                                    |                   |
| Johan Devrindt         | 14. dubna 1944    |                                    | Anderlecht        |
| Paul Van Himst –       | 2. října 1943     |                                    | Anderlecht        |
| Wilfried Puis          | 18. února 1943    | 21. října 1981 (ve věku 38 let)    | Anderlecht        |
| Raoul Lambert          | 20. října 1944    |                                    | Club Brugge       |
| Pierre Carteus         | 24. září 1943     | 4. února 2003 (ve věku 59 let)     | Club Brugge       |
| Frans Janssens         | 25. září 1945     | 8. ledna 2024 (ve věku 78 let)     | Lierse            |

### Salvador
Hlavní trenér:  Hernán Carrasco

| Jméno               | Datum narození     | Datum úmrtí                        | Klub              |
| Brankáři            | Brankáři           | Brankáři                           | Brankáři          |
| ------------------- | ------------------ | ---------------------------------- | ----------------- |
| Raúl Magaña         | 24. února 1940     | 30. září 2009 (ve věku 69 let)     | CD FAS            |
| Tomas Pineda        | 1. ledna 1939      |                                    | Alianza FC        |
| Gualberto Fernández | 12. července 1941  |                                    | Atlante FC        |
| Obránci             |                    |                                    |                   |
| Roberto Rivas       | 17. července 1941  | 8. února 1972 (ve věku 30 let)     | Alianza FC        |
| Salvador Mariona –  | 16. prosince 1943  |                                    | Alianza FC        |
| Santiago Cortés     | 19. ledna 1945     | 25. června 2011 (ve věku 66 let)   | Atlético Marte    |
| Saturnino Osorio    | 6. ledna 1945      | 20. srpna 1980 (ve věku 35 let)    | Águila            |
| Mauricio Manzano    | 30. září 1943      |                                    | CD FAS            |
| Guillermo Castro    | 25. června 1940    |                                    | Atlético Marte    |
| Záložníci           |                    |                                    |                   |
| José Quintanilla    | 29. října 1947     | 7. května 1977 (ve věku 29 let)    | Atlético Marte    |
| Mauricio Rodríguez  | 12. září 1945      |                                    | Universidad       |
| Jorge Vásquez       | 23. dubna 1945     |                                    | Universidad       |
| Juan Ramón Martínez | 20. dubna 1948     | 4. srpna 2024 (ve věku 76 let)     | Águila            |
| Genaro Sermeño      | 28. listopadu 1948 | 23. prosince 2022 (ve věku 74 let) | CD FAS            |
| Sergio Méndez       | 14. února 1942     | 18. prosince 1978 (ve věku 36 let) | Atlético Marte    |
| Alberto Villalta    | 19. listopadu 1947 | 4. března 2017 (ve věku 69 let)    | Atlético Marte    |
| Útočníci            |                    |                                    |                   |
| Salvador Cabezas    | 28. února 1947     |                                    | Adler San Nicolas |
| Ernesto Aparicio    | 28. prosince 1948  |                                    | Atlético Marte    |
| Mario Monge         | 27. listopadu 1938 | 31. května 2009 (ve věku 70 let)   | CD FAS            |
| David Cabrera       | 12. září 1945      |                                    | CD FAS            |
| Jaime Portillo      | 18. září 1947      |                                    | Alianza FC        |
| Elmer Acevedo       | 24. února 1946     | 30. srpna 2017 (ve věku 71 let)    | CD FAS            |

## Skupina 2

### Itálie
Hlavní trenér: Ferruccio Valcareggi

| Jméno                | Datum narození     | Datum úmrtí                         | Klub            |
| Brankáři             | Brankáři           | Brankáři                            | Brankáři        |
| -------------------- | ------------------ | ----------------------------------- | --------------- |
| Enrico Albertosi     | 2. listopadu 1939  |                                     | Cagliari Calcio |
| Dino Zoff            | 28. února 1942     |                                     | SSC Neapol      |
| Lido Vieri           | 16. července 1939  |                                     | Inter Milán     |
| Obránci              |                    |                                     |                 |
| Tarcisio Burgnich    | 25. dubna 1939     | 26. května 2021 (ve věku 82 let)    | Inter Milán     |
| Giacinto Facchetti – | 18. července 1942  | 4. září 2006 (ve věku 64 let)       | Inter Milán     |
| Fabrizio Poletti     | 13. července 1943  |                                     | AC Turín        |
| Pierluigi Cera       | 25. února 1941     |                                     | Cagliari Calcio |
| Mario Bertini        | 7. ledna 1944      |                                     | Inter Milán     |
| Antonio Juliano      | 26. prosince 1942  | 13. prosince 2023 (ve věku 80 let)  | SSC Neapol      |
| Giuseppe Furino      | 5. července 1946   |                                     | Juventus        |
| Záložníci            |                    |                                     |                 |
| Ugo Ferrante         | 18. července 1945  | 29. listopadu 2004 (ve věku 59 let) | Fiorentina      |
| Comunardo Niccolai   | 15. prosince 1946  | 2. července 2024 (ve věku 77 let)   | Cagliari Calcio |
| Roberto Rosato       | 18. srpna 1943     | 20. června 2010 (ve věku 66 let)    | AC Milán        |
| Giorgio Puia         | 8. března 1938     |                                     | AC Turín        |
| Gianni Rivera        | 18. srpna 1943     |                                     | AC Milán        |
| Sandro Mazzola       | 8. listopadu 1942  |                                     | Inter Milán     |
| Giancarlo De Sisti   | 13. března 1943    |                                     | Fiorentina      |
| Útočníci             |                    |                                     |                 |
| Luigi Riva           | 7. listopadu 1944  | 22. ledna 2024 (ve věku 79 let)     | Cagliari Calcio |
| Angelo Domenghini    | 25. srpna 1941     |                                     | Cagliari Calcio |
| Sergio Gori          | 24. února 1946     | 5. dubna 2023 (ve věku 77 let)      | Cagliari Calcio |
| Roberto Boninsegna   | 13. listopadu 1943 |                                     | Inter Milán     |
| Pierino Prati        | 13. prosince 1946  | 22. června 2020 (ve věku 73 let)    | AC Milán        |

### Švédsko
Hlavní trenér: Orvar Bergmark

| Jméno               | Datum narození     | Datum úmrtí                        | Klub                    |
| Brankáři            | Brankáři           | Brankáři                           | Brankáři                |
| ------------------- | ------------------ | ---------------------------------- | ----------------------- |
| Ronnie Hellström    | 21. února 1949     | 6. února 2022 (ve věku 73 let)     | Hammarby IF             |
| Sven-Gunnar Larsson | 10. května 1940    |                                    | Örebro SK               |
| Ronney Pettersson   | 26. dubna 1940     | 26. září 2022 (ve věku 82 let)     | Djurgårdens IF          |
| Obránci             |                    |                                    |                         |
| Hans Selander       | 15. března 1945    | 15. prosince 2023 (ve věku 78 let) | Helsingborgs IF         |
| Kurt Axelsson       | 10. listopadu 1941 | 15. prosince 1984 (ve věku 43 let) | Club Brugge             |
| Björn Nordqvist –   | 6. října 1942      |                                    | IFK Norrköping          |
| Roland Grip         | 1. ledna 1941      | 9. února 2024 (ve věku 83 let)     | AIK Stockholm           |
| Krister Kristensson | 25. července 1942  | 29. ledna 2023 (ve věku 80 let)    | Malmö FF                |
| Leif Målberg        | 1. září 1945       |                                    | IF Elfsborg             |
| Jan Olsson          | 18. března 1944    | 17. května 2023 (ve věku 79 let)   | GAIS                    |
| Záložníci           |                    |                                    |                         |
| Tommy Svensson      | 4. března 1945     |                                    | Östers IF               |
| Bo Larsson          | 5. května 1944     | 18. prosince 2023 (ve věku 79 let) | Malmö FF                |
| Leif Eriksson       | 20. března 1942    |                                    | Örebro SK               |
| Ove Kindvall        | 16. května 1943    | 5. srpna 2025 (ve věku 82 let)     | Feyenoord               |
| Ove Grahn           | 9. května 1943     | 6. listopadu 2007 (ve věku 64 let) | Grasshopper Club Zürich |
| Örjan Persson       | 27. srpna 1942     |                                    | Örgryte IS              |
| Claes Cronqvist     | 15. října 1944     |                                    | Djurgårdens IF          |
| Göran Nicklasson    | 20. srpna 1942     | 27. ledna 2018 (ve věku 75 let)    | IFK Göteborg            |
| Sten Pålsson        | 4. prosince 1945   |                                    | GAIS                    |
| Útočníci            |                    |                                    |                         |
| Thomas Nordahl      | 24. května 1946    |                                    | RSC Anderlecht          |
| Tom Turesson        | 17. května 1942    | 13. prosince 2004 (ve věku 62 let) | Club Brugge             |
| Inge Ejderstedt     | 24. prosince 1946  |                                    | Östers IF               |

### Uruguay
Hlavní trenér: Juan Hohberg

| Jméno                  | Datum narození    | Datum úmrtí                        | Klub                   |
| Brankáři               | Brankáři          | Brankáři                           | Brankáři               |
| ---------------------- | ----------------- | ---------------------------------- | ---------------------- |
| Ladislao Mazurkiewicz  | 14. února 1945    | 2. ledna 2013 (ve věku 67 let)     | CA Peñarol             |
| Héctor Santos          | 29. října 1944    | 7. května 2019 (ve věku 74 let)    | Bella Vista            |
| Walter Corbo           | 2. května 1949    |                                    | CA Peñarol             |
| Obránci                |                   |                                    |                        |
| Atilio Ancheta         | 19. července 1948 |                                    | Nacional Montevideo    |
| Roberto Matosas        | 11. května 1940   |                                    | CA Peñarol             |
| Luis Ubiña             | 7. června 1940    | 17. července 2013 (ve věku 73 let) | Nacional Montevideo    |
| Juan Mujica            | 22. prosince 1944 | 11. února 2016 (ve věku 71 let)    | Nacional Montevideo    |
| Francisco Cámera       | 1. ledna 1944     |                                    | Bella Vista            |
| Omar Caetano           | 8. listopadu 1938 | 2. července 2008 (ve věku 69 let)  | CA Peñarol             |
| Alberto Gómez          | 10. června 1944   |                                    | Liverpool              |
| Oscar Zubia            | 8. února 1946     |                                    | River Plate Montevideo |
| Záložníci              |                   |                                    |                        |
| Julio Montero Castillo | 25. dubna 1944    |                                    | Nacional Montevideo    |
| Luis Cubilla           | 28. března 1940   | 3. března 2013 (ve věku 72 let)    | Nacional Montevideo    |
| Pedro Rocha –          | 3. prosince 1942  | 2. prosince 2013 (ve věku 70 let)  | CA Peñarol             |
| Víctor Espárrago       | 6. října 1944     |                                    | Nacional Montevideo    |
| Ildo Maneiro           | 4. srpna 1947     |                                    | Nacional Montevideo    |
| Rodolfo Sandoval       | 4. října 1948     |                                    | CA Peñarol             |
| Útočníci               |                   |                                    |                        |
| Julio Morales          | 16. února 1945    | 14. února 2022 (ve věku 76 let)    | Nacional Montevideo    |
| Dagoberto Fontes       | 6. června 1943    |                                    | Defensor               |
| Rúben Bareño           | 23. ledna 1944    |                                    | CA Cerro               |
| Julio César Cortés     | 29. března 1941   | 24. července 2025 (ve věku 84 let) | CA Peñarol             |
| Julio Losada           | 16. června 1950   |                                    | CA Peñarol             |

### Izrael
Hlavní trenér: Emmanuel Scheffer

| Jméno                | Datum narození     | Datum úmrtí                      | Klub                       |
| Brankáři             | Brankáři           | Brankáři                         | Brankáři                   |
| -------------------- | ------------------ | -------------------------------- | -------------------------- |
| Jicchak Vissoker     | 18. září 1944      |                                  | Hapoel Petah Tikva FC      |
| Jechiel Hameiri      | 20. srpna 1946     |                                  | Hapoel Haifa FC            |
| Yair Nossovsky       | 29. června 1937    |                                  | Hapoel Kfar Saba FC        |
| Obránci              |                    |                                  |                            |
| Shraga Bar           | 24. března 1948    |                                  | Maccabi Netanya FC         |
| Menachem Bello       | 26. prosince 1947  |                                  | Maccabi Tel Aviv FC        |
| Zvi Rosen            | 23. června 1947    |                                  | Maccabi Tel Aviv FC        |
| Shmuel Rosenthal     | 22. dubna 1947     |                                  | Hapoel Petah Tikva FC      |
| Jochanan Volach      | 14. května 1945    |                                  | Hapoel Haifa FC            |
| David Karako         | 11. února 1945     | 4. května 2025 (ve věku 80 let)  | Maccabi Tel Aviv FC        |
| Záložníci            |                    |                                  |                            |
| David Primo          | 5. května 1946     |                                  | Hapoel Tel Aviv            |
| Itzhak Shum          | 1. září 1948       |                                  | Hapoel Kfar Saba FC        |
| George Borba         | 12. července 1944  |                                  | Hapoel Tel Aviv            |
| Yisha'ayahu Schwager | 10. února 1946     | 31. srpna 2010 (ve věku 64 let)  | Makabi Haifa               |
| Dani Shmulevich-Rom  | 29. listopadu 1940 | 18. ledna 2021 (ve věku 80 let)  | Makabi Haifa               |
| Moshe Romano         | 6. května 1946     |                                  | Shimshon Tel Aviv FC       |
| Roni Shuruk          | 24. února 1946     |                                  | Hakoah Amidar Ramat Gan FC |
| Útočníci             |                    |                                  |                            |
| Giora Spiegel        | 27. července 1947  |                                  | Maccabi Tel Aviv FC        |
| Jehošua Feigenbaum   | 5. prosince 1947   |                                  | Hapoel Tel Aviv            |
| Mordechaj Spiegler – | 19. srpna 1944     |                                  | Maccabi Netanya FC         |
| Jechezkel Chazom     | 1. ledna 1947      | 21. března 2023 (ve věku 76 let) | Hapoel Tel Aviv            |
| Rachamim Talbi       | 17. května 1943    |                                  | Maccabi Tel Aviv FC        |
| Eli Ben Rimoz        | 1. ledna 1947      |                                  | Hapoel Jeruzalém FC        |

## Skupina 3

### Brazílie
Hlavní trenér: Mário Zagallo

| Jméno            | Datum narození    | Datum úmrtí                        | Klub                    |
| Brankáři         | Brankáři          | Brankáři                           | Brankáři                |
| ---------------- | ----------------- | ---------------------------------- | ----------------------- |
| Félix            | 24. prosince 1937 | 24. srpna 2012 (ve věku 74 let)    | Fluminense FC           |
| Ado              | 4. července 1946  |                                    | SC Corinthians Paulista |
| Leão             | 11. července 1949 |                                    | Palmeiras               |
| Obránci          |                   |                                    |                         |
| Brito            | 9. srpna 1939     |                                    | Flamengo                |
| Carlos Alberto – | 17. července 1944 | 25. října 2016 (ve věku 72 let)    | Santos                  |
| Marco Antônio    | 6. února 1951     |                                    | Fluminense FC           |
| Baldocchi        | 14. března 1946   |                                    | Palmeiras               |
| Fontana          | 31. prosince 1940 | 9. září 1980 (ve věku 39 let)      | Cruzeiro                |
| Everaldo         | 11. září 1944     | 28. října 1974 (ve věku 30 let)    | Grêmio                  |
| Joel             | 18. září 1946     | 23. května 2014 (ve věku 67 let)   | Santos                  |
| Zé Maria         | 18. května 1949   |                                    | Portuguesa              |
| Záložníci        |                   |                                    |                         |
| Piazza           | 25. února 1943    |                                    | Cruzeiro                |
| Clodoaldo        | 25. září 1949     |                                    | Santos                  |
| Jairzinho        | 25. prosince 1944 |                                    | Botafogo                |
| Gérson           | 11. ledna 1941    |                                    | São Paulo FC            |
| Roberto Rivelino | 1. ledna 1946     |                                    | SC Corinthians Paulista |
| Paulo César Lima | 16. června 1949   |                                    | Botafogo                |
| Útočníci         |                   |                                    |                         |
| Tostão           | 25. ledna 1947    |                                    | Cruzeiro                |
| Pelé             | 23. října 1940    | 29. prosince 2022 (ve věku 82 let) | Santos                  |
| Roberto          | 31. července 1944 |                                    | Botafogo                |
| Edu              | 6. srpna 1949     |                                    | Santos                  |
| Dario            | 4. března 1946    |                                    | CA Mineiro              |

### Anglie
Manager: Alf Ramsey

| Jméno          | Datum narození     | Datum úmrtí                        | Klub                    |
| Brankáři       | Brankáři           | Brankáři                           | Brankáři                |
| -------------- | ------------------ | ---------------------------------- | ----------------------- |
| Gordon Banks   | 30. prosince 1937  | 12. února 2019 (ve věku 81 let)    | Stoke City FC           |
| Peter Bonetti  | 27. září 1941      | 12. dubna 2020 (ve věku 78 let)    | Chelsea FC              |
| Alex Stepney   | 18. září 1942      |                                    | Manchester United FC    |
| Obránci        |                    |                                    |                         |
| Keith Newton   | 23. června 1941    | 16. června 1998 (ve věku 56 let)   | Everton FC              |
| Terry Cooper   | 12. července 1944  | 31. července 2021 (ve věku 77 let) | Leeds United FC         |
| Brian Labone   | 23. ledna 1940     | 24. dubna 2006 (ve věku 66 let)    | Everton FC              |
| Bobby Moore –  | 12. dubna 1941     | 24. února 1993 (ve věku 51 let)    | West Ham United FC      |
| Tommy Wright   | 21. října 1944     |                                    | Everton FC              |
| Nobby Stiles   | 18. května 1942    | 30. října 2020 (ve věku 78 let)    | Manchester United FC    |
| Jack Charlton  | 8. května 1935     | 10. července 2020 (ve věku 85 let) | Leeds United FC         |
| Norman Hunter  | 29. října 1943     | 17. dubna 2020 (ve věku 76 let)    | Leeds United FC         |
| Záložníci      |                    |                                    |                         |
| Alan Mullery   | 23. listopadu 1941 |                                    | Tottenham Hotspur FC    |
| Alan Ball      | 12. května 1945    | 25. dubna 2007 (ve věku 61 let)    | Everton FC              |
| Bobby Charlton | 11. října 1937     | 21. října 2023 (ve věku 86 let)    | Manchester United FC    |
| Martin Peters  | 8. listopadu 1943  | 21. prosince 2019 (ve věku 76 let) | Tottenham Hotspur FC    |
| Emlyn Hughes   | 28. srpna 1947     | 9. listopadu 2004 (ve věku 57 let) | Liverpool FC            |
| Colin Bell     | 26. února 1946     | 5. ledna 2021 (ve věku 74 let)     | Manchester City FC      |
| Útočníci       |                    |                                    |                         |
| Francis Lee    | 29. dubna 1944     | 2. října 2023 (ve věku 79 let)     | Manchester City FC      |
| Geoff Hurst    | 8. prosince 1941   |                                    | West Ham United FC      |
| Peter Osgood   | 20. února 1947     | 1. března 2006 (ve věku 59 let)    | Chelsea FC              |
| Allan Clarke   | 31. července 1946  |                                    | Leeds United FC         |
| Jeff Astle     | 13. května 1942    | 19. ledna 2002 (ve věku 59 let)    | West Bromwich Albion FC |

### Československo
Hlavní trenér: Jozef Marko

| Jméno               | Datum narození     | Datum úmrtí                        | Klub                      |
| Brankáři            | Brankáři           | Brankáři                           | Brankáři                  |
| ------------------- | ------------------ | ---------------------------------- | ------------------------- |
| Ivo Viktor          | 21. května 1942    |                                    | VTJ Dukla Praha           |
| Alexander Vencel    | 8. února 1944      |                                    | TJ Slovan CHZJD           |
| Anton Flešár        | 8. května 1944     | 11. dubna 2024 (ve věku 79 let)    | FC Lokomotíva Košice      |
| Obránci             |                    |                                    |                           |
| Karol Dobiaš        | 18. prosince 1947  |                                    | Spartak TAZ Trnava        |
| Václav Migas        | 16. září 1944      | 23. září 2000 (ve věku 56 let)     | TJ Sparta ČKD Praha       |
| Vladimír Hagara     | 7. listopadu 1943  | 24. května 2015 (ve věku 71 let)   | Spartak TAZ Trnava        |
| Alexander Horváth – | 28. prosince 1938  | 31. srpna 2022 (ve věku 83 let)    | TJ Slovan CHZJD           |
| Ján Pivarník        | 13. listopadu 1947 |                                    | VSS Košice                |
| Vladimír Hrivnák    | 23. dubna 1945     | 17. října 2014 (ve věku 69 let)    | TJ Slovan CHZJD           |
| Ján Zlocha          | 24. března 1942    | 1. července 2013 (ve věku 71 let)  | TJ Slovan CHZJD           |
| Záložníci           |                    |                                    |                           |
| Bohumil Veselý      | 18. června 1945    |                                    | TJ Sparta ČKD Praha       |
| Ladislav Kuna       | 3. dubna 1947      | 1. února 2012 (ve věku 64 let)     | Spartak TAZ Trnava        |
| Ivan Hrdlička       | 20. listopadu 1943 |                                    | TJ Slovan CHZJD           |
| Jaroslav Pollák     | 11. července 1947  | 22. června 2020 (ve věku 72 let)   | VSS Košice                |
| František Veselý    | 7. prosince 1943   | 30. října 2009 (ve věku 65 let)    | SK Slavia Praha           |
| Josef Jurkanin      | 5. března 1949     |                                    | TJ Sparta ČKD Praha       |
| Útočníci            |                    |                                    |                           |
| Milan Albrecht      | 16. července 1950  |                                    | Jednota Trenčín           |
| Andrej Kvašňák      | 19. května 1936    | 18. dubna 2007 (ve věku 70 let)    | RFC Malinois              |
| Ladislav Petráš     | 1. prosince 1946   |                                    | TJ Internacionál Slovnaft |
| Jozef Adamec        | 26. února 1942     | 24. prosince 2018 (ve věku 76 let) | Spartak TAZ Trnava        |
| Karol Jokl          | 29. srpna 1945     | 28. října 1996 (ve věku 51 let)    | TJ Slovan CHZJD           |
| Ján Čapkovič        | 11. ledna 1948     |                                    | TJ Slovan CHZJD           |

### Rumunsko
Hlavní trenér: Angelo Niculescu

| Jméno               | Datum narození     | Datum úmrtí                        | Klub                |
| Brankáři            | Brankáři           | Brankáři                           | Brankáři            |
| ------------------- | ------------------ | ---------------------------------- | ------------------- |
| Necula Răducanu     | 10. května 1946    |                                    | FC Rapid București  |
| Stere Adamache      | 17. srpna 1941     | 9. července 1978 (ve věku 36 let)  | Steagul Roşu Braşov |
| Gheorghe Gornea     | 2. srpna 1944      | 16. prosince 2005 (ve věku 61 let) | FC UTA Arad         |
| Obránci             |                    |                                    |                     |
| Lajos Sătmăreanu    | 21. února 1944     | 30. června 2025 (ve věku 81 let)   | FC Steaua București |
| Nicolae Lupescu     | 17. prosince 1940  | 6. září 2017 (ve věku 76 let)      | FC Rapid București  |
| Mihai Mocanu        | 24. února 1942     | 18. června 2009 (ve věku 67 let)   | Petrolul Ploješť    |
| Mihai Ivăncescu     | 22. března 1942    | 2. ledna 2004 (ve věku 61 let)     | Steagul Roşu Braşov |
| Augustin Deleanu    | 23. srpna 1944     | 27. března 2014 (ve věku 69 let)   | FC Dinamo București |
| Vasile Gergely      | 28. října 1941     |                                    | FC Dinamo București |
| Ion Dumitru         | 2. ledna 1950      |                                    | FC Rapid București  |
| Nicolae Pescaru     | 27. března 1943    | 25. května 2019 (ve věku 76 let)   | Steagul Roşu Braşov |
| Záložníci           |                    |                                    |                     |
| Cornel Dinu         | 2. srpna 1948      |                                    | FC Dinamo București |
| Dan Coe             | 8. září 1941       | 19. října 1981 (ve věku 40 let)    | FC Rapid București  |
| Emerich Dembrovschi | 6. října 1945      |                                    | FCM Bacău           |
| Radu Nunweiller     | 16. listopadu 1944 |                                    | FC Dinamo București |
| Alexandru Neagu     | 19. července 1948  | 17. dubna 2010 (ve věku 61 let)    | FC Rapid București  |
| Gheorghe Tătaru     | 5. května 1948     | 19. prosince 2004 (ve věku 56 let) | FC Steaua București |
| Útočníci            |                    |                                    |                     |
| Nicolae Dobrin      | 26. srpna 1947     | 26. října 2007 (ve věku 60 let)    | FC Argeș Pitești    |
| Florea Dumitrache   | 22. května 1948    | 26. dubna 2007 (ve věku 58 let)    | FC Dinamo București |
| Mircea Lucescu –    | 29. července 1945  |                                    | FC Dinamo București |
| Marin Tufan         | 14. října 1942     |                                    | FC Farul Constanța  |
| Flavius Domide      | 11. května 1946    |                                    | FC UTA Arad         |

## Skupina 4

### SRN
Hlavní trenér: Helmut Schön

| Jméno                   | Datum narození     | Datum úmrtí                        | Klub                     |
| Brankáři                | Brankáři           | Brankáři                           | Brankáři                 |
| ----------------------- | ------------------ | ---------------------------------- | ------------------------ |
| Sepp Maier              | 28. února 1944     |                                    | FC Bayern Mnichov        |
| Manfred Manglitz        | 8. března 1940     |                                    | 1. FC Köln               |
| Horst Wolter            | 8. června 1942     |                                    | Eintracht Braunschweig   |
| Obránci                 |                    |                                    |                          |
| Horst-Dieter Höttges    | 10. září 1943      | 22. června 2023 (ve věku 79 let)   | Werder Brémy             |
| Karl-Heinz Schnellinger | 31. března 1939    | 20. května 2024 (ve věku 85 let)   | AC Milán                 |
| Willi Schulz            | 4. října 1938      |                                    | Hamburger SV             |
| Berti Vogts             | 30. prosince 1946  |                                    | Borussia Mönchengladbach |
| Klaus Fichtel           | 19. listopadu 1944 |                                    | FC Schalke 04            |
| Bernd Patzke            | 14. března 1943    |                                    | Hertha Berlin            |
| Klaus-Dieter Sieloff    | 27. února 1942     | 13. prosince 2011 (ve věku 69 let) | Borussia Mönchengladbach |
| Záložníci               |                    |                                    |                          |
| Franz Beckenbauer       | 11. září 1945      | 7. ledna 2024 (ve věku 78 let)     | FC Bayern Mnichov        |
| Wolfgang Weber          | 26. června 1944    |                                    | 1. FC Köln               |
| Wolfgang Overath        | 29. září 1943      |                                    | 1. FC Köln               |
| Peter Dietrich          | 6. března 1944     |                                    | Borussia Mönchengladbach |
| Max Lorenz              | 19. srpna 1939     |                                    | Eintracht Braunschweig   |
| Útočníci                |                    |                                    |                          |
| Helmut Haller           | 21. července 1939  | 21. října 2012 (ve věku 73 let)    | Juventus FC              |
| Uwe Seeler –            | 5. listopadu 1936  | 21. července 2022 (ve věku 85 let) | Hamburger SV             |
| Sigfried Held           | 7. srpna 1942      |                                    | Borussia Dortmund        |
| Gerd Müller             | 3. listopadu 1945  | 15. srpna 2021 (ve věku 75 let)    | FC Bayern Mnichov        |
| Reinhard Libuda         | 10. října 1943     | 25. srpna 1996 (ve věku 52 let)    | FC Schalke 04            |
| Hannes Löhr             | 5. července 1942   | 29. února 2016 (ve věku 73 let)    | 1. FC Köln               |
| Jürgen Grabowski        | 7. července 1944   | 10. března 2022 (ve věku 77 let)   | Eintracht Frankfurt      |

### Peru
Hlavní trenér:  Didi

| Jméno               | Datum narození     | Datum úmrtí                        | Klub                           |
| Brankáři            | Brankáři           | Brankáři                           | Brankáři                       |
| ------------------- | ------------------ | ---------------------------------- | ------------------------------ |
| Luis Rubiños        | 31. prosince 1940  |                                    | Club Sporting Cristal          |
| Rubén Correa        | 25. července 1941  |                                    | Club Universitario de Deportes |
| Jesus Goyzueta      | 1. ledna 1947      |                                    | Club Universitario de Deportes |
| Obránci             |                    |                                    |                                |
| Eloy Campos         | 31. května 1942    |                                    | Club Sporting Cristal          |
| Orlando de la Torre | 21. listopadu 1943 | 24. srpna 2022 (ve věku 78 let)    | Club Sporting Cristal          |
| Héctor Chumpitaz –  | 4. prosince 1944   |                                    | Club Universitario de Deportes |
| Nicolás Fuentes     | 20. prosince 1941  | 28. října 2015 (ve věku 73 let)    | Club Universitario de Deportes |
| José Fernández      | 14. února 1939     |                                    | Club Sporting Cristal          |
| Félix Salinas       | 11. května 1939    |                                    | Club Universitario de Deportes |
| Eladio Reyes        | 8. ledna 1948      |                                    | Alianza Lima                   |
| Záložníci           |                    |                                    |                                |
| Ramón Mifflin       | 5. dubna 1947      |                                    | Club Sporting Cristal          |
| Roberto Challe      | 24. listopadu 1946 | 10. září 2024 (ve věku 77 let)     | Club Universitario de Deportes |
| Julio Baylón        | 10. prosince 1947  | 9. února 2004 (ve věku 56 let)     | Alianza Lima                   |
| Alberto Gallardo    | 28. listopadu 1940 | 19. ledna 2001 (ve věku 60 let)    | Club Sporting Cristal          |
| Pedro Gonzalez      | 19. května 1943    |                                    | Club Universitario de Deportes |
| Javier González     | 11. května 1939    | 11. dubna 2018 (ve věku 78 let)    | Alianza Lima                   |
| Luis Cruzado        | 6. července 1941   | 14. ledna 2013 (ve věku 71 let)    | Club Universitario de Deportes |
| Útočníci            |                    |                                    |                                |
| Pedro Pablo León    | 26. března 1943    | 9. května 2020 (ve věku 77 let)    | Alianza Lima                   |
| Teófilo Cubillas    | 8. března 1949     |                                    | Alianza Lima                   |
| José del Castillo   | 1. ledna 1943      |                                    | Club Sporting Cristal          |
| Hugo Sotil          | 18. května 1948    | 30. prosince 2024 (ve věku 78 let) | Deportivo Municipal            |
| Oswaldo Ramírez     | 29. března 1947    |                                    | Sport Boys                     |

### Bulharsko
Hlavní trenér: Stefan Božkov

| Jméno                | Datum narození     | Datum úmrtí                        | Klub                 |
| Brankáři             | Brankáři           | Brankáři                           | Brankáři             |
| -------------------- | ------------------ | ---------------------------------- | -------------------- |
| Simeon Simeonov      | 26. dubna 1946     | 2. listopadu 2011 (ve věku 65 let) | Slavia Sofia         |
| Stojan Jordanov      | 29. ledna 1944     |                                    | CSKA Sofia SZ        |
| Georgi Kamenski      | 3. února 1947      |                                    | Levski Sofia Spartak |
| Obránci              |                    |                                    |                      |
| Aleksandar Šalamanov | 4. září 1941       | 26. října 2021 (ve věku 80 let)    | Slavia Sofia         |
| Ivan Dimitrov –      | 14. května 1935    | 1. ledna 2019 (ve věku 83 let)     | Akademik Sofia       |
| Stefan Aladžov       | 18. října 1947     |                                    | Levski Sofia Spartak |
| Dimitar Penev        | 12. července 1945  |                                    | CSKA Sofia SZ        |
| Milko Gajdarski      | 18. března 1946    | 23. prosince 1989 (ve věku 43 let) | Levski Sofia Spartak |
| Dobromir Žečev       | 12. listopadu 1942 |                                    | Levski Sofia Spartak |
| Boris Gaganelov      | 7. října 1941      | 5. června 2020 (ve věku 78 let)    | CSKA Sofia SZ        |
| Todor Kolev          | 29. dubna 1942     |                                    | Slavia Sofia         |
| Záložníci            |                    |                                    |                      |
| Ivan Davidov         | 5. října 1943      | 19. února 2015 (ve věku 71 let)    | Slavia Sofia         |
| Dinko Dermendžiev    | 2. června 1941     | 1. května 2019 (ve věku 77 let)    | Trakia Plovdiv       |
| Asparuch Nikodimov   | 21. srpna 1945     |                                    | CSKA Sofia SZ        |
| Georgi Asparuchov    | 4. května 1943     | 30. června 1971 (ve věku 28 let)   | Levski Sofia Spartak |
| Vasil Mitkov         | 17. září 1943      | 17. března 2002 (ve věku 58 let)   | Levski Sofia Spartak |
| Útočníci             |                    |                                    |                      |
| Georgi Popov         | 14. července 1944  | 9. března 2024 (ve věku 79 let)    | Trakia Plovdiv       |
| Christo Bonev        | 3. února 1947      |                                    | Lokomotiv Plovdiv    |
| Petar Žekov          | 10. října 1944     | 18. února 2023 (ve věku 78 let)    | CSKA Sofia SZ        |
| Dimitar Jakimov      | 12. července 1941  |                                    | CSKA Sofia SZ        |
| Dimitar Marašliev    | 31. srpna 1947     | 12. července 2018 (ve věku 70 let) | CSKA Sofia SZ        |
| Božidar Grigorov     | 27. července 1945  |                                    | Slavia Sofia         |

### Maroko
Hlavní trenér:  Blagoje Vidinić

| Jméno                | Datum narození     | Datum úmrtí                      | Klub              |
| Brankáři             | Brankáři           | Brankáři                         | Brankáři          |
| -------------------- | ------------------ | -------------------------------- | ----------------- |
| Allal Ben Kassou     | 1941               | 29. října 2013 (ve věku 72 let)  | ASFAR Rabat       |
| Mohammed Hazzaz      | 30. listopadu 1945 | 13. ledna 2018 (ve věku 73 let)  | MAS Fes           |
| Abdelkader Ouaraghli | 1943               |                                  | Wydad Casablanca  |
| Obránci              |                    |                                  |                   |
| Abdallah Lamrani     | 1946               | 14. dubna 2019 (ve věku 73 let)  | ASFAR Rabat       |
| Boujemaa Benkhrif    | 1947               |                                  | KAC Kenitra       |
| Moulay Khanousi –    | 1939               |                                  | MAS Fes           |
| Kacem Slimani        | 1. července 1948   | 1997                             | RS Settat         |
| Jalili Fadili        | 1940               |                                  | ASFAR Rabat       |
| Abdelkader El Khiati | 1945               |                                  | ASFAR Rabat       |
| Záložníci            |                    |                                  |                   |
| Mohammed Mahroufi    | 1947               |                                  | DH Jadida         |
| Said Ghandi          | 1947               |                                  | Raja Casablanca   |
| Driss Bamous         | 15. prosince 1942  | 16. dubna 2015 (ve věku 72 let)  | ASFAR Rabat       |
| Maouhoub Ghazouani   | 1948               |                                  | ASFAR Rabat       |
| Hamed Dahane         | 1946               | 13. června 2020 (ve věku 74 let) | Union Sidi Kacem  |
| Moustapha Choukri    | 1945               | 22. ledna 1980 (ve věku 35 let)  | Raja Casablanca   |
| Útočníci             |                    |                                  |                   |
| Ahmed Faras          | 7. prosince 1946   |                                  | Chabab Mohammedia |
| Mohammed El Filali   | 9. července 1945   |                                  | Mouloudia Oujda   |
| Houmane Jarir        | 30. listopadu 1944 | 19. května 2018 (ve věku 73 let) | Raja Casablanca   |
| Ahmed Alaoui         | 1. ledna 1949      |                                  | RS Settat         |